# Villa Madero, Michoacán
Villa Madero är en ort i Mexiko.   Den ligger i kommunen Madero och delstaten Michoacán de Ocampo, i den södra delen av landet, 230 km väster om huvudstaden Mexico City. Villa Madero ligger 2 188 meter över havet och antalet invånare är 5 588.
Terrängen runt Villa Madero är lite bergig, och sluttar österut. Runt Villa Madero är det glesbefolkat, med 16 invånare per kvadratkilometer. Närmaste större samhälle är Acuitzio del Canje, 12,9 km norr om Villa Madero. I omgivningarna runt Villa Madero växer huvudsakligen savannskog.